# 奥格登角
奥格登角（英語：Ogden Point）是位于加拿大不列颠哥伦比亚省维多利亚的深水港。该港口处在温哥华岛南端，不远处即是美加两国的天然界线之一胡安·德·富卡海峡。在奥格登角可维修布缆船等大型船只。奥格登角还设有一个直升机停机坪，时常有飞往温哥华国际机场的航班。
奥格登角也是旅游胜地。来自西雅图、洛杉矶、旧金山等地的游客大多经奥格登角巡游至阿拉斯加州，为期一日或一夜。也有游览太平洋西北地区的西雅图、温哥华等城市的航班。

## 历史

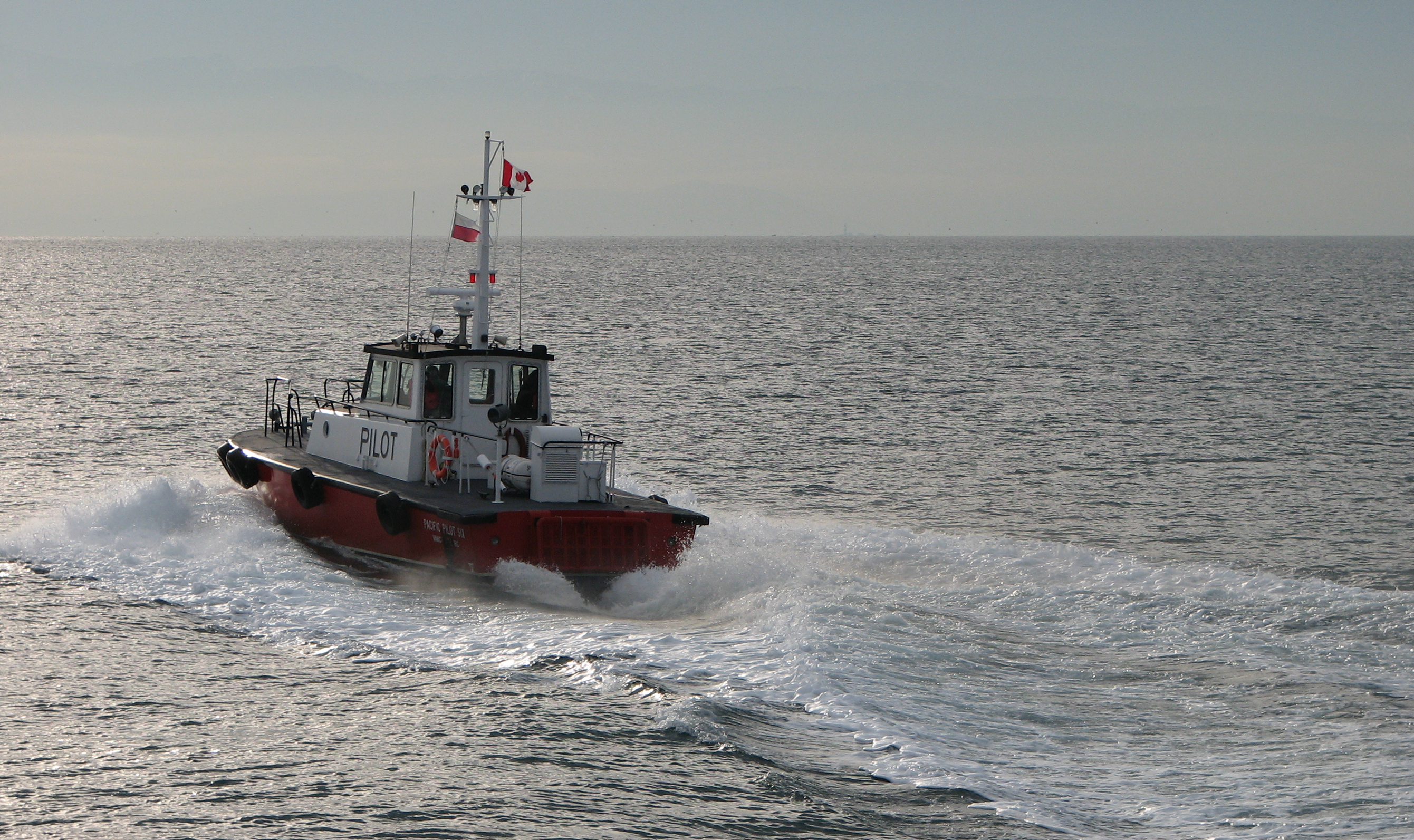
一艘自奥格登角出发的引水船

奥格登角以加拿大探险家、贸易商彼得·斯基恩·奥格登的名字命名。20世纪初，不列颠哥伦比亚省维多利亚预计巴拿马运河的开通会令航运量增加，故决定在奥格登角修建码头。1916年，美国海军海洋局出版的《沿岸航海指南》称这些码头为“洋岸码头”，并指出A码头南侧的防波堤于1915年仍在修建中。次年，防波堤修建完成，1918年码头修建完成。20世纪后期，维多利亚造船厂在本港为卑诗渡轮公司建造了首批船舶，自60年代起越来越多的大型船只停靠于本港口。
2001年，挪威天空号游轮自西雅图出发，停靠在本港，成为每周定期停靠此地的第一艘游轮。
2009年，包括公主邮轮、荷美邮轮、名人邮轮、挪威邮轮、水晶邮轮等公司在内所属的228艘游轮停靠奥格登角。自当年4月23日至10月14日间，有逾40万游客游览了维多利亚市。

## 配套设施
奥格登角占地约12公顷，有A、B两个码头，分别位于南侧和北侧。两个码头的泊位也都分出南北。A码头南侧泊位长度335米，北侧泊位长度243米。B码头的两个泊位在2009年安装了系船桩后长为317米。每个泊位在低潮时可容纳吃水深度为10米的船舶。虽然总共有4个泊位，由于A码头北泊位和B码头南泊位距离太近，同一时间只能停靠3艘船。加拿大边境服务局在两个码头都设有办公室。A码头还有占地约100,000 sq ft（9,300 m2）的仓库，仓库配有缆绳和布缆船。
在B码头以北有由直升噴射运营的直升机停机坪。